# Kayla Miracle
Kayla Colleen Kiyoko Miracle (ur. 26 kwietnia 1996) – amerykańska zapaśniczka walcząca w stylu wolnym. Dwukrotna olimpijka. Zajęła siódme miejsce w Paryżu 2024 w kategorii do 62 kg i dwunaste w Tokio 2020 w kategorii 62 kg.
Wicemistrzyni świata w 2021 i 2022. Triumfatorka igrzysk panamerykańskich w 2019 i trzecia w 2023. Złota medalistka mistrzostw panamerykańskich w 2021 i 2024; srebrna w 2022 i brązowa w 2017, 2018 i 2023. Czwarta w Pucharze Świata w 2017, 2018 i 2022. 
Druga na MŚ U-23 w 2019. Trzecia na MŚ juniorów w 2014 i 2016 roku.
Zawodniczka Campbellsville University.